# Spot Image
Spot Image, sociedad anónima fundada en 1982 por el Centro nacional de estudios espaciales (CNES, en sus siglas en francés), el Instituto Geográfico Nacional francés, y la industria espacial (Matra, Alcatel, SSC, etc.), es una filial de EADS Astrium (81%). Bajo mandato del CNES, la sociedad es el operador comercial de los satélites de observación de la Tierra SPOT.

## Red y partners
Spot Image distribuye, a nivel mundial, productos y servicios procedentes de imágenes de satélites de observación de la Tierra y se apoya sobre una red de filiales, oficinas (Australia, Brasil, China, Estados Unidos, Japón, Perú, Singapur) y socios. El objetivo es garantizar un servicio de proximidad, a través de una presencia decididamente mundial.
Spot Image trabaja con una red de más de 30 estaciones de recepción directa que reciben las imágenes adquiridas por los satélites SPOT.
Spot Image colabora con el programa GMES de la Agencia Espacial Europea (ESA) y trabaja con el OGC para compartir información geográfica y la interoperabilidad de los servicios web. Finalmente, continúa ofreciendo sus servicios para la agricultura de precisión junto con Infoterra Global.

## Satélites

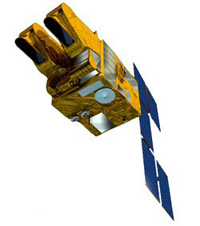
Satellite SPOT 5.

Los dos satélites Spot en órbita (Spot 4 y 5) suministran imágenes con una amplia gama de resoluciones: desde 2,5 m hasta 10 m. Además, Spot Image también distribuye los datos multiresolución de otros satélites ópticos, en concreto los procedentes de Formosat-2 (Taiwán) y Satélite Kompsat-2 (Corea del Sur), de los que ha adquirido los derechos de distribución exclusiva, así como de varios satélites radar (TerraSar-X, ERS, Envisat, Radarsat). Spot Image también será distribuidor exclusivo de los datos de los futuros satélites Pléiades, de muy alta resolución. El lanzamiento del primero de ellos está previsto para principios de 2010. La sociedad también ofrece infraestructuras de recepción y tratamiento, además de soluciones con alto valor añadido.
Las imágenes satelitales constituyen una fuente de información inigualable para el conocimiento, seguimiento, previsión y gestión de los recursos y actividades humanos de nuestro planeta. Representan un medio eficaz y económico para extraer valiosos datos geográficos, que constituyen auténticas herramientas que ayudan a las entidades públicas y a las sociedades privadas a tomar decisiones.

## Productos
Más allá de las imágenes, Spot Image ofrece productos con un alto valor añadido en innovación para responder a las nuevas necesidades de los usuarios:
- ortoimágenes (SPOTView ortho) con una precisión de localización superior a 10 m RMS
- coberturas territoriales homogéneas, ortorectificadas (SPOTMaps), en colores naturales y una resolución de 2,5 m.
- productos 3D (SPOT DEM) realizados a partir de la correlación automática de pares estereoscópicos adquiridos mediante el instrumento HRS (Haute Résolution Stéréoscopique, Alta Resolución Estereoscópica) de Spot 5

Entre los servicios ofrecidos por Spot Image destacan:
- la programación de los satélites Spot: el acceso directo a la programación de los satélites y la frecuencia de observación repetida de un mismo punto del globo permite adquirir imágenes sobre una zona de interés en el momento escogido.
- el archivo Spot: más de 18 millones de imágenes de todo el mundo, recogidas por los satélites Spot desde 1986, están archivadas y se puede acceder a ellas en línea para usar información geográfica reciente o histórica.

Y los servicios en línea:
- SPOTGallery Archivado el 5 de julio de 2008 en Wayback Machine. para que el gran público pueda acceder a imágenes escogidas por su valor estético, cultural o temático,
- En colaboración con Google Earth, “Un mundo, un año” ofrece las mejores imágenes de los satélites Spot cuya fecha de adquisición es inferior a un año, sobre la casi totalidad del globo.

## Planet Action, una iniciativa lanzada por Spot Image
Su objetivo es animar al sector de la observación de la Tierra y a los profesionales de la información geográfica a ofrecer su apoyo a proyectos locales relacionados con el problema del cambio climático y que actúen para encontrar soluciones de adaptación. Los productos y medios de los que disponen estos profesionales, imágenes satelitales, sistemas de información geográfica, programas de visualización y tratamiento de imágenes son imprescindibles para estudiar el impacto del calentamiento global sobre nuestro planeta, tanto a escala global como local. Planet Action respalda proyectos cuyo estudio es relativo a:
- el impacto sobre las poblaciones y el hábitat
- la sequía, la desertificación y los recursos hídricos
- la vegetación, la biodiversidad y los ecosistemas,
- los océanos
- los témpanos de hielo y la cobertura nevosa

Página de Planet Action

## Historia
- 1982 : Fundación de Spot Image en Toulouse, Francia
- 1983 : Fundación de Spot Image Corporation en Estados Unidos
- 1986 : Lanzamiento del satélite SPOT 1
- 1990 : Fundación de Spot Imaging Services en Australia
- 1990 : Lanzamiento del satélite SPOT 2
- 1991 : Fundación de Spot Asia en Singapur
- 1998 : Fundación de Beijing Spot Image en China
- 1998 : Lanzamiento de SPOT 4
- 2002 : Fundación de Tokyo Spot Image
- 2002 : Lanzamiento de SPOT 5
- 2004 : Inauguración de las oficinas de Brasil y México
- 2004 : Firma con el NSPO del acuerdo para la distribución de los datos del satélite Formosat-2
- 2005 : Firma con el KARI del acuerdo para la distribución de los datos del satélite Kompsat-2
- 2006 : Inauguración de la oficina de Perú
- 2008 : EADS Astrium compra la participación (41%) del CNES y se convierte en accionista mayoritario, con un 81% del capital. El resto se encuentra en manos de Telespazio (7,7%), Swedish Space Corporation (SSC) (6,7%) e IGN (2,7%)1.
- 2009 : Fundación de Spot Image Brazil
- 2012 : Lanzamiento de SPOT 6
- 2014 : Lanzamiento de SPOT 7